# Gynochthodes umbellata

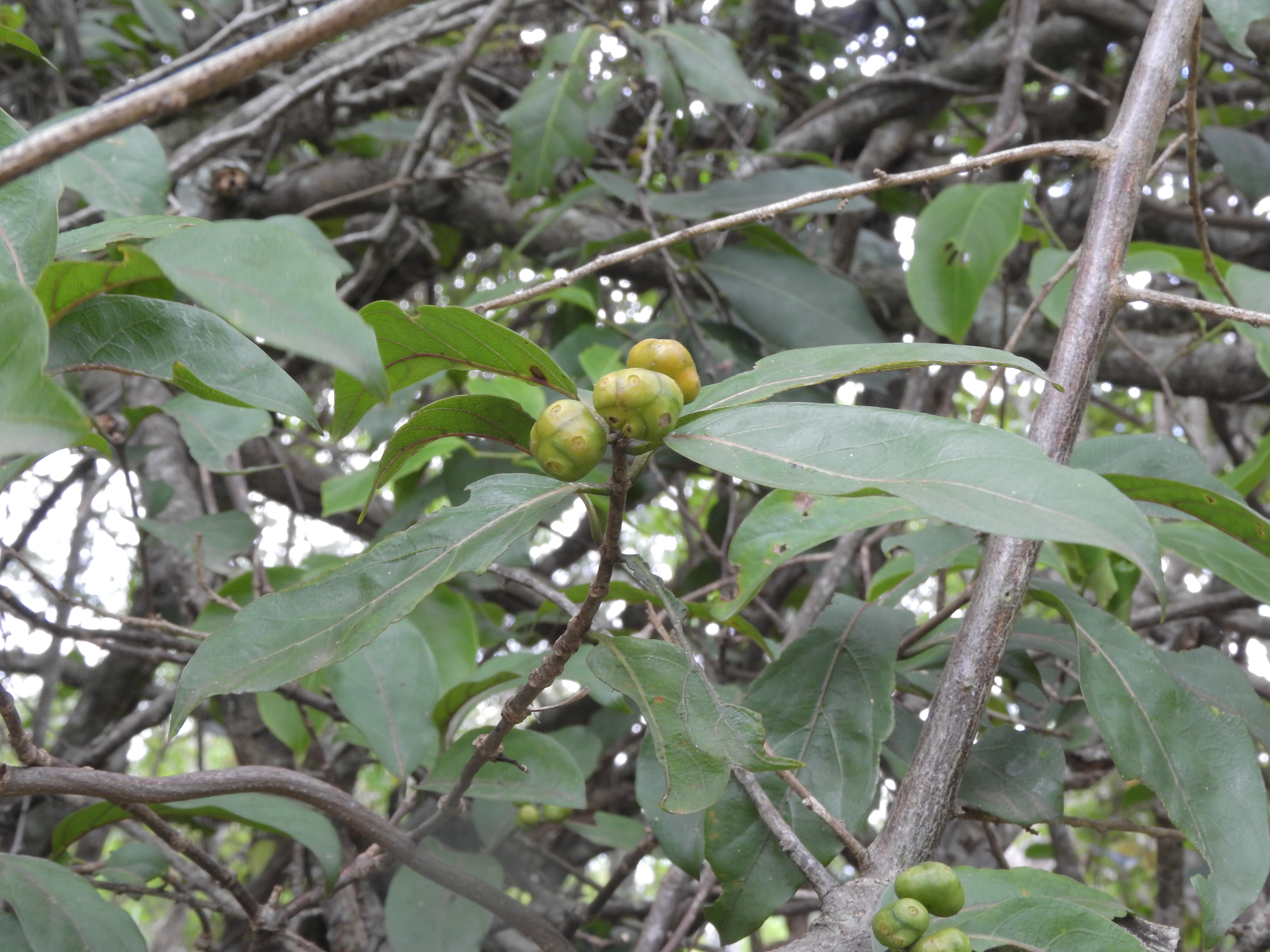
Blätter und unreife Früchte

Gynochthodes umbellata ist eine Pflanzenart in der Familie der Rötegewächse aus Indien und Südostasien bis ins nordöstliche Australien.

## Beschreibung
Gynochthodes umbellata wächst als immergrüne Liane bis zu 20 Meter hoch. Die meist kahle Sprossachse kann an der Basis bis zu 14 Zentimeter dick werden. Die glatte Borke ist bräunlich-grau.
Die einfachen und kurz gestielten, kahlen, leicht ledrigen Laubblätter sind gegenständig. Der kurze, oft leicht rinnige und fast kahle Blattstiel ist bis etwa 1 Zentimeter lang. Die eilanzettlichen oder lanzettlich bis verkehrt-eiförmigen, -eilanzettlichen und spitzen bis zugespitzten oder bespitzten bis geschwänzten, ganzrandigen Blätter sind bis etwa 12 Zentimeter lang und bis 4,5 Zentimeter breit. Es sind kleine, kahle und mehr oder weniger verwachsene Nebenblätter vorhanden.
Es werden endständige und zusammengesetzte doldig-büschelige Blütenstände mit bis etwa 10–11 kleinen Köpfchen mit bis zu 20 Blüten gebildet. Die männlichen oder zwittrigen, 4–5-zähligen, sehr kleinen, grün-gelblichen oder -weißlichen und fast sitzenden Blüten besitzen eine doppelte Blütenhülle. Der stumpfe, kleine Blütenbecher ist röhrig und kahl mit minimalen Kelchzipfeln. Die Krone ist in einer kurzen, innen anfänglich langhaarigen Röhre verwachsen, mit ausladenden, kahlen und etwas längeren, bis etwa 2,2 Millimeter langen Zipfeln. Es sind 4–5 sehr kurze, fast sitzende Staubblätter am Schlund vorhanden. Der Fruchtknoten ist unterständig mit einem dünnen Griffel mit zwei kleinen, spreizenden Narbenäste.
Es werden kleine, orange und kahle, glänzende bis 12–15 Millimeter große, rundlich-noppige Fruchtverbände (Scheinfrucht) mit runden Kelchresten der Einzelfrüchte gebildet. Sie bestehen aus bis zu 12 verwachsenen, kleinen Einzelfrüchten, Steinfrüchten. Die Samen (Pyrene) sind keilförmig und etwa 3,5–5,5 Millimeter lang.

## Verwendung
Die Früchte werden roh oder gekocht verwendet. Die reifen Früchte stinken nach Käse. Gekocht verwendet werden meist nur die noch grünen, unreifen Früchte.
Die Rinde und Wurzeln werden medizinisch verwendet.
Aus der Wurzel kann ein gelb-oranges bis rotes oder braunes und dunkel-purpurnes Färbemittel (Mang-Kondu) gewonnen werden.

## Taxonomie
Das Basionym von Gynochthodes umbellata, Morinda umbellata wurde 1763 von Carl von Linné in Species Plantarum, Tomus 1, S. 176 erstbeschrieben. Sie wurde von Sylvain G. Razafimandimbison und Brigitta Bremer in Adansonia, sér. 3, 33: 296 (2011) als Gynochthodes umbellata (L.) Rafim. & B.Bremer in die Gattung Gynochthodes gestellt. Synonyme der Art sind z. B. Guttenbergia umbellata (L.) Zoll. & Moritzi, Morinda padavara Juss. und Cuviera asiatica Spreng.